# Llibre de les dones

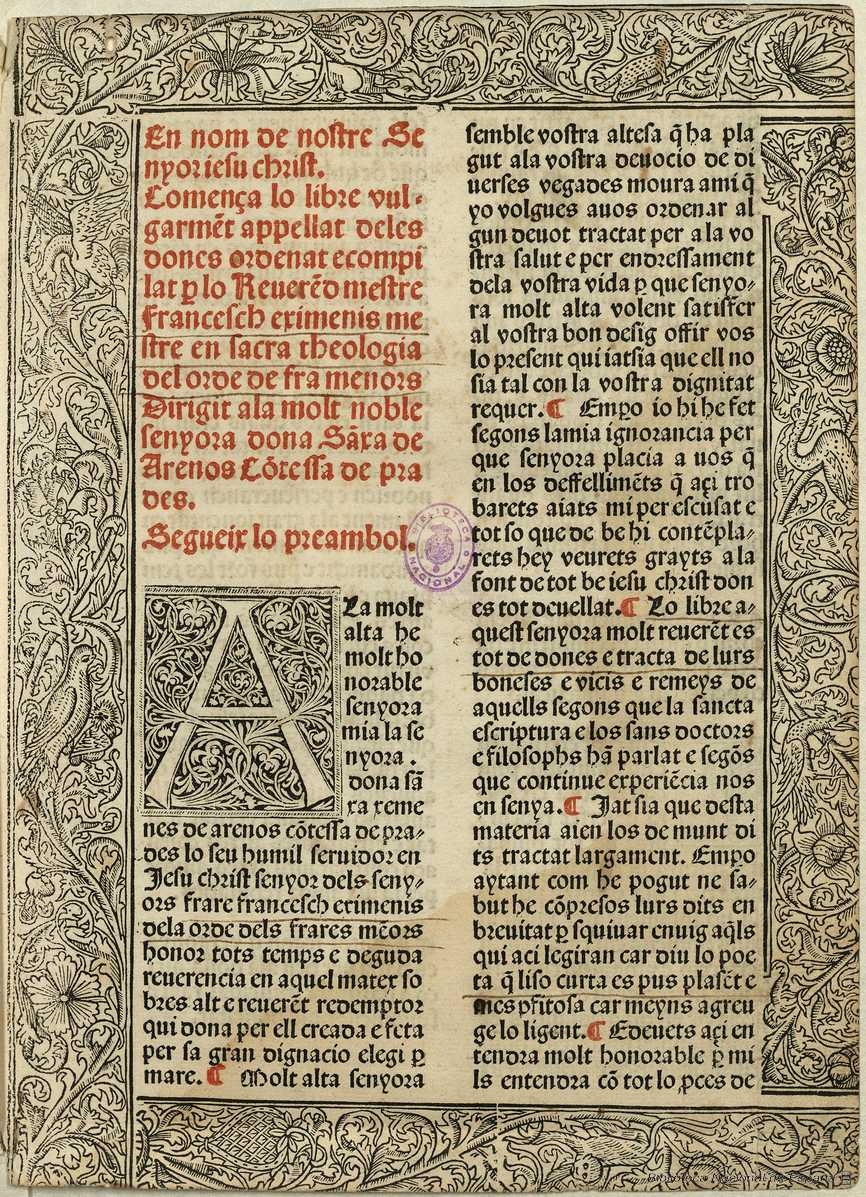
Titelblatt der Inkunabelauflage vom Llibre de les Dones von Francesc Eiximenis, die in Barcelona 1495 gedruckt wurde.

Das Llibre de les Dones oder Buch der Frauen ist ein literarisches Werk, das möglicherweise zwischen 1387 und 1392 von Francesc Eiximenis auf Katalanisch in Valencia geschrieben wurde. Das Buch war Sanxa Ximenes d'Arenós (Gräfin von Prades) gewidmet.
Hinsichtlich des Datums des Aufsatzes hat es Diskrepanzen gegeben, da andere Gelehrte (u. a. Martí de Barcelona, OFM Cap) dieses Werk in das Jahr 1396 datieren. Nichtsdestoweniger berücksichtigt Curt Wittlin wegen zwei Gründen, dass das Erscheinungsdatum zwischen 1387 und 1392 sein sollte. Zuerst befasste dieses Buch sich mit Themen, die in anderen, nicht geschriebenen Büchern (bzw. Folgebänden) der Lo Crestià erscheinen sollten. Man könnte sogar behaupten, dass Eiximenis diese schon vorbereiteten Materialien für dieses Buch benutzte. Zweitens gibt es in diesem Buch viele Bezüge auf Engel. Wie Wittlin in geschickter Weise darauf hingewiesen hat, kann das nur erklärt werden, weil Eiximenis mit viel Sicherheit den Aufsatz von seinem anderen Buch, der Llibre dels àngels (Buch der Engel) schon beachtete. Dieses Buch hatte mit Engeln zu tun und wurde 1392 geschrieben.

## Struktur und Inhalt
Das Buch enthält dreihundertsechsundneunzig Abschnitte und besteht aus fünf Aufsätzen nach einer allgemeinen Einführung. Diese fünf Abschnitte entsprechen den verschiedenen Situationen der Frauen: Kind, Ledige, Verheiratete, Witwe und Nonne. 

### Erziehung der Frauen nach der mittelalterlichen Weltanschauung
Die ersten Abschnitte sind eine Art Erziehungsbuch für Frauen, das anderen Büchern dieser Zeit ähnlich wäre. Vielleicht hatten andere ähnlichen Bücher Einfluss darauf. Zum Beispiel kann man hier das Buch des Dominikaner Vincent de Beauvais De eruditione filiorum nobilium (Über die Belesenheit der Söhne der Adligen) anführen. Dieses Buch wurde um 1250 geschrieben und stellte durch das ganze Mittelalter die grundlegenden Richtlinien der Frauenerziehung fest.

### Nicht geschriebene Bände von Lo Crestià
Der folgende Teil ist ein kurzes Traktat über Theologie. Dieser Abschnitt ist den Nonnen gewidmet und ist auch der längste. In diesem Teil sammelt Eiximenis viele Materialien, die für andere Bücher von Lo Crestià benutzt werden sollten. Sie sind aber schematisch dargestellt. Also handelt dieser Teil von den theologischen Tugenden (und der Cinquè oder fünfter Band sollte sich damit befassen), von den Kardinaltugenden (und der Sisè oder sechster Band sollte sich damit befassen), und von den zehn Geboten (und der Setè oder siebter Band sollte sich damit befassen). 
Andere durch das Buch verstreute Themen entsprechen Themen von Lo Crestià mit denen sich andere Folgebände, die nicht erschienen, sich befassen sollten. Zum Beispiel können wir hier die folgenden anführen: Ehe und Buße (und der Desè oder zehnter Band sollte sich mit Sakramenten befassen), Ordensgelübde und Kontemplation (und der Onzè oder elfter Band sollte mit Klerus befassen) oder die weiteren Abschnitte, die von Eschatologie handeln (und der Tretzè oder dreizehnter Band sollte sich mit Eschatologie und der Endzeit befassen).
In diesem Teil erscheinen auch viele Themen, die auch in der Terç (drittem Band von Lo Crestià) erscheinen. U.a. können diese angeführt werden: die Todsünde und die fünf Sinne.

## Übersetzungen ins Spanische
Verschiedene Übersetzungen dieses Buches ins Spanisch wurden gemacht. Diese spanische Version wurde für die Erziehung der vier Töchter der katholischen Könige gebraucht.
Es gab auch eine von einem unbekannten Autor mit ein paar Änderungen und auch auf Spanisch geschriebene Adaptierung. Diese Adaptierung wurde 1542 veröffentlicht, und sie ist als Carro de las Donas bekannt.

## Digitale Auflagen

### Inkunabeln
- Auflage auf der Biblioteca Digital Hispánica (hispanische digitale Bibliothek) der von Joan Rosembach gedruckten Inkunabelauflage (Barcelona, 8. Mai 1495).[7]

### Alte Auflagen
- Auflage auf Somni (Digitalisierte Kollektion des Bestandes von alten Büchern der Universität Valencia) der Auflage von dem Carro de las Donas, die von Juan de Villaquigrán in Valladolid 1542 gedruckt wurde.

### Moderne Auflagen
- Auflage von dem Llibre de les dones (Barcelona. Curial Edicions Catalanes. 1981. XXXVII+620. Einführung von Curt Wittlin). Doktorarbeit von Franck Naccarato, von Joan Coromines überprüft (Universität Chicago, 1965).

### DerLlibre de les Donesauf den digitalisierten gesamten Werken
- Gesamte Werke von Francesc Eiximenis (auf Katalanisch und auf Latein).